# Atletica leggera ai Giochi della XIX Olimpiade - 400 metri piani maschili

Video della Finale (film ufficiale dei Giochi)

Video della Finale (cronaca di Paolo Rosi. Immagini in B/N)

I 400 metri piani hanno fatto parte del programma maschile di atletica leggera ai Giochi della XIX Olimpiade. La competizione si è svolta nei giorni 16-18 ottobre 1968 allo Stadio Olimpico Universitario di Città del Messico.

## L'eccellenza mondiale
| Campione olimpico 1964   | 45"1      | Michael Larrabee     | Rit. 1964 |
| Campione europeo 1966    | 46"0      | Stanislaw Gredzinski | Assente   |
| Vincitore dei Trials USA | 44"0      | Lee Evans            | Presente  |
| Primatista mondiale      | 44"1 1968 | Larry James          | Presente  |

1. ↑  Alle selezioni americane Lee Evans stabilisce il nuovo record del mondo con 44"0, vincendo di misura su Larry James. Ma il tempo del vincitore non viene omologato poiché l'atleta indossa un paio di scarpe con chiodi illegali. Il record viene così attribuito a James (44"1, 44"19 elettrico).

## La gara
I 400 metri sono la gara su pista che risente di più dei benefici dell'altitudine. Nel primo turno ben 15 atleti scendono sotto i 46" (il record italiano è 46"2). Nei quarti di finale il britannico Martin Winbolt-Lewis si fa eliminare in 45"9.
La prima semifinale viene vinta a sorpresa dal senegalese Amadou Gakou (45"1), che migliora il suo personale di 2 secondi. Il sorteggio ha inserito nella seconda frazione Lee Evans, Larry James ed il tedesco ovest Jellinghaus. I tre non si risparmiano e vanno tutti sotto i 45" (44"8 Evans, 44"9 gli altri due).
In finale James ha una corsia interna e può controllare Evans. I due partono a razzo e conducono una gara tiratissima: entrambi vanno sotto il record del mondo. Il titolo va a Evans per un decimo; l'altro americano, Freeman, completa la tripletta. Jellinghaus giunge quinto.
Alla cerimonia di premiazione Evans, James e Freeman salgono sul podio indossando un basco nero in segno di solidarietà verso gli amici Smith e Carlos, autori di un eclatante gesto di protesta durante la premiazione dei 200 metri, e verso il movimento per l'emancipazione degli afro-americani. Verranno anch'essi espulsi dal villaggio olimpico.

## Risultati

### Turni eliminatori
| 8 Batterie         | 16 ottobre | 55 iscritti   | Si qualificano i primi 4. |
| 4 Quarti di finale | 17 ottobre | 8 + 8 + 8 + 8 | Si qualificano i primi 4. |
| 2 Semifinali       | 17 ottobre | 8 + 8         | Si qualificano i primi 4. |
| Finale             | 18 ottobre | 8 concorrenti |                           |

### Batterie
| Pos. | Atleta            | Nazione        | Tempo ufficiale | Tempo elettrico | Nota |
| ---- | ----------------- | -------------- | --------------- | --------------- | ---- |
| 1    | Lee Evans         | Stati Uniti    | 45"3            | 45"40           | Q    |
| 2    | Claver Kamanya    | Tanzania       | 45"7            | 45"74           | Q    |
| 3    | Christian Nicolau | Francia        | 45"7            | 45"77           | Q    |
| 4    | Sam Bugri         | Ghana          | 45"8            | 45"88           | Q    |
| 5    | Manfred Kinder    | Germania Ovest | 46"9            | 46"95           |      |
| 6    | Ezra Burnham      | Barbados       | 47"9            | 47"94           |      |

| Pos. | Atleta            | Nazione     | Tempo ufficiale | Tempo elettrico | Nota |
| ---- | ----------------- | ----------- | --------------- | --------------- | ---- |
| 1    | Andrzej Badeński  | Polonia     | 45"5            | 45"52           | Q    |
| 2    | Clifton Forbes    | Giamaica    | 45"7            | 45"75           | Q    |
| 3    | Larry James       | Stati Uniti | 45"8            | 45"83           | Q    |
| 4    | Daniel Rudisha    | Kenya       | 46"9            | 46"96           | Q    |
| 5    | Angelo Hussein    | Sudan       | 47"7            | 47"80           |      |
| 6    | Victor Asirvatham | Malaysia    | 48,0            | 48"02           |      |

| Pos. | Atleta             | Nazione     | Tempo ufficiale | Tempo elettrico | Nota |
| ---- | ------------------ | ----------- | --------------- | --------------- | ---- |
| 1    | Amadou Gakou       | Senegal     | 45"3            | 45"39           | Q    |
| 2    | Tegegne Bezabeh    | Etiopia     | 45"5            | 45"60           | Q    |
| 3    | Ron Freeman        | Stati Uniti | 45"6            | 45"67           | Q    |
| 4    | Rodobaldo Díaz     | Cuba        | 46"4            | 46"48           | Q    |
| 5    | Ramon Magariños    | Spagna      | 46"9            | 46"92           |      |
| 6    | Anthony Egwunyenga | Nigeria     | 47"3            | 47"37           |      |
| 7    | Francisco Menocal  | Nicaragua   | 49"1            | 49"14           |      |

| Pos. | Atleta             | Nazione        | Tempo ufficiale | Tempo elettrico | Nota |
| ---- | ------------------ | -------------- | --------------- | --------------- | ---- |
| 1    | Martin Jellinghaus | Germania Ovest | 46"4            | 46"50           | Q    |
| 2    | Pedro Grajales     | Colombia       | 46"7            | 46"73           | Q    |
| 3    | Michael Zerbes     | Germania Est   | 46"8            | 46"84           | Q    |
| 4    | Ross MacKenzie     | Canada         | 47"0            | 47"05           | Q    |
| 5    | Howard Davies      | Gran Bretagna  | 47"2            | 47"30           |      |
| 6    | Jacques Pennewaert | Belgio         | 48"5            | 48"55           |      |
| 7    | José Astacio       | El Salvador    | 52"9            | 52"92           |      |

| Pos. | Atleta               | Nazione        | Tempo ufficiale | Tempo elettrico | Nota |
| ---- | -------------------- | -------------- | --------------- | --------------- | ---- |
| 1    | Amos Omolo           | Uganda         | 45"8            | 45"85           | Q    |
| 2    | Hezahiah Nyamau      | Kenya          | 45"9            | 45"91           | Q    |
| 3    | Jean-Claude Nallet   | Francia        | 45"9            | 45"93           | Q    |
| 4    | Helmar Müller        | Germania Ovest | 45"9            | 45"98           | Q    |
| 5    | José Jacinto Hidalgo | Venezuela      | 46"3            | 46"32           |      |
| 6    | Carlos Martínez      | Cuba           | 47"2            | 47"28           |      |
| 7    | Tony Harper          | Bermuda        | 49"1            | 49"18           |      |

| Pos. | Atleta               | Nazione         | Tempo ufficiale | Tempo elettrico | Nota |
| ---- | -------------------- | --------------- | --------------- | --------------- | ---- |
| 1    | Jan Werner           | Polonia         | 45"9            | 45"97           | Q    |
| 2    | Martin Winbolt-Lewis | Gran Bretagna   | 46"2            | 46"27           | Q    |
| 3    | Mamman Makama        | Nigeria         | 46"4            | 46"49           | Q    |
| 4    | Sergio Bello         | Italia          | 46"5            | 46"54           | Q    |
| 5    | Eddy Téllez          | Cuba            | 46"7            | 46"80           |      |
| 6    | Noel Carroll         | Irlanda         | 46"8            | 46"83           |      |
| 7    | José L'Oficial       | Rep. Dominicana | 47"9            | 47"93           |      |

| Pos. | Atleta               | Nazione        | Tempo ufficiale | Tempo elettrico | Nota |
| ---- | -------------------- | -------------- | --------------- | --------------- | ---- |
| 1    | Naftali Bon          | Kenya          | 46"2            | 46"21           | Q    |
| 2    | Jan Balachowski      | Polonia        | 46"2            | 46"23           | Q    |
| 3    | Musa Dogon Yaro      | Nigeria        | 46"2            | 46"24           | Q    |
| 4    | Gilles Bertould      | Francia        | 46"3            | 46"31           | Q    |
| 5    | Don Domansky         | Canada         | 46"4            | 46"46           |      |
| 6    | Melesio Piña         | Messico        | 46"8            | 46"81           |      |
| 7    | Leslie Miller        | Bahamas        | 46"9            | 46"99           |      |
| 8    | Yoyaga Dit Coulibaly | Costa d'Avorio | 50"0            | 50"11           |      |

| Pos. | Atleta             | Nazione           | Tempo ufficiale | Tempo elettrico | Nota |
| ---- | ------------------ | ----------------- | --------------- | --------------- | ---- |
| 1    | Wolfgang Müller    | Germania Est      | 46"6            | 46"66           | Q    |
| 2    | Colin Campbell     | Gran Bretagna     | 46"6            | 46"66           | Q    |
| 3    | Sergio Ottolina    | Italia            | 46"7            | 46"78           | Q    |
| 4    | Juan Carlos Dyrzka | Argentina         | 47"0            | 47"02           | Q    |
| 5    | George Simon       | Trinidad e Tobago | 47"9            | 47"95           |      |
| 6    | Omar Ghizlat       | Marocco           | 48"2            | 48"23           |      |
| 7    | Kun Min-Mu         | Taiwan            | 49"0            | 49"07           |      |

### Quarti di finale
| Pos. | Atleta          | Nazione       | Tempo ufficiale | Tempo elettrico | Nota |
| ---- | --------------- | ------------- | --------------- | --------------- | ---- |
| 1    | Amadou Gakou    | Senegal       | 45"5            | 45"56           | Q    |
| 2    | Larry James     | Stati Uniti   | 45"7            | 45"77           | Q    |
| 3    | Claver Kamanya  | Tanzania      | 46"0            | 46"03           | Q    |
| 4    | Ross MacKenzie  | Canada        | 46"1            | 46"15           | Q    |
| 5    | Musa Dogon Yaro | Nigeria       | 46"1            | 46"19           |      |
| 6    | Colin Campbell  | Gran Bretagna | 46"3            | 46"35           |      |
| 7    | Naftali Bon     | Kenya         | 46"3            | 46"39           |      |
| 8    | Sergio Bello    | Italia        | 46"8            | 46"84           |      |

| Pos. | Atleta             | Nazione      | Tempo ufficiale | Tempo elettrico | Nota |
| ---- | ------------------ | ------------ | --------------- | --------------- | ---- |
| 1    | Amos Omolo         | Uganda       | 45"3            | 45"33           | Q    |
| 2    | Lee Evans          | Stati Uniti  | 45"5            | 45"54           | Q    |
| 3    | Hezahiah Nyamau    | Kenya        | 46"1            | 46"12           | Q    |
| 4    | Wolfgang Müller    | Germania Est | 46"2            | 46"32           | Q    |
| 5    | Jan Balachowski    | Polonia      | 46"3            | 46"33           |      |
| 6    | Rodobaldo Díaz     | Cuba         | 46"3            | 46"38           |      |
| 7    | Juan Carlos Dyrzka | Argentina    | 46"8            | 46"85           |      |
| -    | Christian Nicolau  | Francia      |                 |                 | NP   |

| Pos. | Atleta             | Nazione        | Tempo ufficiale | Tempo elettrico | Nota |
| ---- | ------------------ | -------------- | --------------- | --------------- | ---- |
| 1    | Jan Werner         | Polonia        | 45"6            | 45"63           | Q    |
| 2    | Martin Jellinghaus | Germania Ovest | 45"9            | 46"00           | Q    |
| 3    | Tegegne Bezabeh    | Etiopia        | 46"0            | 46"02           | Q    |
| 4    | Sam Bugri          | Ghana          | 46"0            | 46"08           | Q    |
| 5    | Clifton Forbes     | Giamaica       | 46"2            | 46"29           |      |
| 6    | Daniel Rudisha     | Kenya          | 47"6            | 47"68           |      |
| 7    | Gilles Bertould    | Francia        | 48"9            | 48"91           |      |
| -    | Sergio Ottolina    | Italia         |                 |                 | NP   |

| Pos. | Atleta               | Nazione        | Tempo ufficiale | Tempo elettrico | Nota |
| ---- | -------------------- | -------------- | --------------- | --------------- | ---- |
| 1    | Ron Freeman          | Stati Uniti    | 45"3            | 45"31           | Q    |
| 2    | Andrzej Badeński     | Polonia        | 45"6            | 45"60           | Q    |
| 3    | Helmar Müller        | Germania Ovest | 45"7            | 45"78           | Q    |
| 4    | Jean-Claude Nallet   | Francia        | 45"7            | 45"80           | Q    |
| 5    | Martin Winbolt-Lewis | Gran Bretagna  | 45"9            | 45"91           |      |
| 6    | Michael Zerbes       | Germania Est   | 46"1            | 46"19           |      |
| 7    | Mamman Makama        | Nigeria        | 46"4            | 46"41           |      |
| 8    | Pedro Grajales       | Colombia       | 46"5            | 46"53           |      |

### Semifinali
| Pos. | Atleta           | Nazione        | Tempo ufficiale | Tempo elettrico | Nota |
| ---- | ---------------- | -------------- | --------------- | --------------- | ---- |
| 1    | Amadou Gakou     | Senegal        | 45"1            | 45"17           | Q    |
| 2    | Ron Freeman      | Stati Uniti    | 45"4            | 45"47           | Q    |
| 3    | Andrzej Badeński | Polonia        | 45"4            | 45"50           | Q    |
| 4    | Tegegne Bezabeh  | Etiopia        | 45"5            | 45"60           | Q    |
| 5    | Sam Bugri        | Ghana          | 45"9            | 45"92           |      |
| 6    | Helmar Müller    | Germania Ovest | 46"2            | 46"22           |      |
| 7    | Claver Kamanya   | Tanzania       | 46"2            | 46"22           |      |
| 8    | Wolfgang Müller  | Germania Est   | 48"3            | 48"37           |      |

| Pos. | Atleta             | Nazione        | Tempo ufficiale | Tempo elettrico | Nota            |
| ---- | ------------------ | -------------- | --------------- | --------------- | --------------- |
| 1    | Lee Evans          | Stati Uniti    | 44"8            | 44"83           | Record olimpico |
| 2    | Larry James        | Stati Uniti    | 44"9            | 44"88           | Q               |
| 3    | Martin Jellinghaus | Germania Ovest | 44"9            | 45,06           | Q               |
| 4    | Amos Omolo         | Uganda         | 45"4            | 45"52           | Q               |
| 5    | Jan Werner         | Polonia        | 45"7            | 45,75           |                 |
| 6    | Hezahiah Nyamau    | Kenya          | 46"3            | 46"37           |                 |
| 7    | Jean-Claude Nallet | Francia        | 49"0            | 49"01           |                 |
| 8    | Ross MacKenzie     | Canada         | 49"2            | 49"28           |                 |

### Finale
| Pos.    | Corsia | Atleta             | Età | Nazione        | Tempo ufficiale | Tempo elettrico | Nota            |
| ------- | ------ | ------------------ | --- | -------------- | --------------- | --------------- | --------------- |
| Oro     | 6      | Lee Evans          | 21  | Stati Uniti    | 43"8            | 43"86           | Record mondiale |
| Argento | 2      | Larry James        | 20  | Stati Uniti    | 43"9            | 43"97           |                 |
| Bronzo  | 1      | Ron Freeman        | 21  | Stati Uniti    | 44"4            | 44"41           |                 |
| 4       | 5      | Amadou Gakou       | 28  | Senegal        | 45"0            | 45"01           |                 |
| 5       | 3      | Martin Jellinghaus | 23  | Germania Ovest | 45"3            | 45"33           |                 |
| 6       | 4      | Tegegne Bezabeh    | 27  | Etiopia        | 45"4            | 45"42           |                 |
| 7       | 7      | Andrzej Badeński   | 25  | Polonia        | 45"4            | 45"42           |                 |
| 8       | 8      | Amos Omolo         | 31  | Uganda         | 47"6            | 47"61           |                 |